# Формула-Россия в сезоне 2012
Сезон 2012 Формулы Россия стал первым сезоном в истории этой гоночной серии. Также соревнования имели статус Кубка России в классе «Формула-3», так как на третьем этапе помимо стандартных для класса шасси TATUUS использовались шасси Dallara. Календарь включал в себя четыре этапа, все, кроме заключительного, проводились в рамках объединённого серии RRC. Победителем стал Константин Терещенко. Перед стартом турнира на китайской трассе Чжухай прошли официальные тесты, в которых приняли участие 4 гонщика. Также четверо гонщиков Формулы-Россия приняли участие в этапе соревнований MaxPowerCars на трассе Moscow Raceway в классе Open Wheels.

## Команды и пилоты
- Цветом выделены гонщики, выступавшие в качестве тест-пилота вне зачёта.

| Команда               | No. | Гонщик                | Шасси        | Этапы |
| --------------------- | --- | --------------------- | ------------ | ----- |
| Команда Самары        | 4   | Сергей Рябов          | TATUUS FA010 | 4     |
| Команда Самары        | 10  | Михаил Малеев         | TATUUS FA010 | 4     |
| Команда Коломны       | 5   | Станислав Сафронов    | TATUUS FA010 | Все   |
| Команда Москвы        | 7   | Сергей Трофимов       | TATUUS FA010 | 1     |
| Команда Москвы        | 7   | Артём Холин           | TATUUS FA010 | 2     |
| Команда Москвы        | 7   | Дмитрий Добровольский | TATUUS FA010 | 3     |
| Команда Москвы        | 10  | Дэвид Маркозов        | TATUUS FA010 | 1,3   |
| Команда Москвы        | 10  | Иван Самарин          | TATUUS FA010 | 2     |
| Команда Москвы        | 14  | Денис Корнеев         | TATUUS FA010 | 4     |
| Команда Москвы        | 17  | Константин Терещенко  | TATUUS FA010 | Все   |
| Команда Москвы        | 19  | Роман Мавланов        | TATUUS FA010 | 4     |
| Команда Москвы        | 21  | Николай Ветров        | Dallara F398 | 3     |
| Команда Москвы        | 23  | Олег Квитка           | TATUUS FA010 | 4     |
| Команда Москвы        | 24  | Олег Квитка           | TATUUS FA010 | 2     |
| Команда Москвы        | 24  | Владимир Трофимов     | TATUUS FA010 | 1     |
| Команда Москвы        | 24  | Леонид Кокурин        | TATUUS FA010 | 3     |
| Команда Москвы        | 88  | Джон Симонян          | Dallara F395 | 3     |
| Команда Ставрополя    | 8   | Владимир Лункин       | TATUUS FA010 | Все   |
| Команда Татарстана    | 57  | Ирек Миннахметов      | TATUUS FA010 | 4     |
| Команда Долгопрудного | 97  | Станислав Бурмистров  | TATUUS FA010 | 4     |

## Календарь и результаты
Изначально были запланированы две показательные гонки перед началом сезона: 2-3 июня на Казань-Ринге и 16-17 июня на Нижегородском кольце (также в рамках RRC), но доставить болиды из Италии в Россию вовремя не удалось и эти гонки проведены не были. В результате, сезон состоял из четырёх этапов, из которых первые три прошли в рамках объединённого в этом году Чемпионата России по гонкам, а последняя прошла на трассе Каньон в Татарстане.
| Этап | Этап | Трасса            | Дата        | Поул-позиция         | Лучший круг          | Победитель           | Команда        |
| ---- | ---- | ----------------- | ----------- | -------------------- | -------------------- | -------------------- | -------------- |
| 1    | Г1   | АДМ               | 30 июня     | Давид Маркозов       | Давид Маркозов       | Константин Терещенко | Команда Москвы |
| 2    | Г1   | Moscow Raceway    | 4 августа   | Константин Терещенко | Константин Терещенко | Константин Терещенко | Команда Москвы |
| 2    | Г2   | Moscow Raceway    | 5 августа   | Константин Терещенко | Константин Терещенко | Константин Терещенко | Команда Москвы |
| 3    | Г1   | Смоленское Кольцо | 29 сентября | Константин Терещенко | Константин Терещенко | Константин Терещенко | Команда Москвы |
| 3    | Г2   | Смоленское Кольцо | 30 сентября | Константин Терещенко | Константин Терещенко | Константин Терещенко | Команда Москвы |
| 4    | Г1   | Казань Ринг       | 13 октября  | Роман Мавланов       | Роман Мавланов       | Денис Корнеев        | Команда Москвы |
| 4    | Г2   | Казань Ринг       | 14 октября  | Роман Мавланов       | Роман Мавланов       | Денис Корнеев        | Команда Москвы |

## Итоги сезона
Система подсчёта очков:
| Место на финише  | 1  | 2  | 3  | 4  | 5 | 6 | 7 | 8 | 9 | 10 | ПП | БК |
| ---------------- | -- | -- | -- | -- | - | - | - | - | - | -- | -- | -- |
| Количество очков | 20 | 15 | 12 | 10 | 8 | 5 | 4 | 3 | 2 | 1  | 1  | 1  |

| Легенда к таблице |                                                                    |
| --- | ------------------------------------------------------------------ |
| В таблице перечислены результаты всех гонок сезона. Строками таблицы являются гонщики или команды, столбцами — этапы соревнований. В каждой клетке указан результат, дополнительно обозначенный цветом. Расшифровка обозначений и цветов представлена в нижеследующей таблице. |                                                                    |
| \| Пример \| Описание \| \| ------------ \| ------------------------------------------------------------------ \| \| 1 \| Победитель \| \| 2 \| Второе место \| \| 3 \| Третье место \| \| 5 \| Финишировал, заработав очки \| \| Сход \| Не финишировал, но при этом заработал очки \| \| 12 \| Финишировал, не получив очков \| \| НКЛ \| Финишировал, но не попал в финальную классификацию \| \| 15 \| Участвовал вне зачёта, либо по отдельной классификации \| \| 18 \| Не финишировал, но попал в финальную классификацию \| \| Сход \| Не финишировал \| \| НКВ \| Не прошёл квалификацию \| \| НПКВ \| Не прошёл предквалификацию \| \| ДСК \| Дисквалифицирован \| \| ИСК \| Исключён из протокола соревнований \| \| ТТ \| Заявлен для участия только в тренировках \| \| НС \| Участвовал в квалификации, но не стартовал в гонке \| \| Т \| Травмирован или болен \| \| ОТК \| Отказ от участия \| \| НТР \| Прибыл на соревнования, но на трассу не выезжал \| \| НПР \| Был заявлен в числе участников, но не прибыл к началу соревнований \| \| О \| Соревнования отменены \| \| \| Не участвовал \| \| Поул-позиция \| \| \| Быстрый круг \| \| |                                                                    |
| Пример | Описание                                                           |
| 1 | Победитель                                                         |
| 2 | Второе место                                                       |
| 3 | Третье место                                                       |
| 5 | Финишировал, заработав очки                                        |
| Сход | Не финишировал, но при этом заработал очки                         |
| 12 | Финишировал, не получив очков                                      |
| НКЛ | Финишировал, но не попал в финальную классификацию                 |
| 15 | Участвовал вне зачёта, либо по отдельной классификации             |
| 18 | Не финишировал, но попал в финальную классификацию                 |
| Сход | Не финишировал                                                     |
| НКВ | Не прошёл квалификацию                                             |
| НПКВ | Не прошёл предквалификацию                                         |
| ДСК | Дисквалифицирован                                                  |
| ИСК | Исключён из протокола соревнований                                 |
| ТТ | Заявлен для участия только в тренировках                           |
| НС | Участвовал в квалификации, но не стартовал в гонке                 |
| Т | Травмирован или болен                                              |
| ОТК | Отказ от участия                                                   |
| НТР | Прибыл на соревнования, но на трассу не выезжал                    |
| НПР | Был заявлен в числе участников, но не прибыл к началу соревнований |
| О | Соревнования отменены                                              |
| | Не участвовал                                                      |
| Поул-позиция |                                                                    |
| Быстрый круг |                                                                    |

| Место                                               | Гонщик                | АДМ  | МОС  | МОС | СМО | СМО | КАЗ  | КАЗ  | Очки |
| --------------------------------------------------- | --------------------- | ---- | ---- | --- | --- | --- | ---- | ---- | ---- |
| 1                                                   | Константин Терещенко  | 1    | 1    | 1   | 1   | 1   | 4    | 4    | 155  |
| 2                                                   | Станислав Сафронов    | Сход | 2    | 2   | 2   | 2   | 3    | 3    | 102  |
| 3                                                   | Владимир Лункин       | Сход | 3    | 3   | 8   | 3   | 6    | Сход | 57   |
| 4                                                   | Денис Корнеев         |      |      |     |     |     | 1    | 1    | 50   |
| 5                                                   | Роман Мавланов        |      |      |     |     |     | 2    | 2    | 39   |
| 6                                                   | Дэвид Маркозов        | 2    |      |     | 7   | 6   |      |      | 32   |
| 7                                                   | Олег Квитка           |      | 4    | 4   |     |     | Сход | 6    | 32   |
| 8                                                   | Джон Симонян          |      |      |     | 3   | 4   |      |      | 27   |
| 9                                                   | Дмитрий Добровольский |      |      |     | 4   | 5   |      |      | 22   |
| 10                                                  | Станислав Бурмистров  |      |      |     |     |     | 5    | 5    | 20   |
| 11                                                  | Леонид Кокурин        |      |      |     | 5   | 7   |      |      | 16   |
| 12                                                  | Сергей Трофимов       | 3    |      |     |     |     |      |      | 15   |
| 13                                                  | Владимир Трофимов     | 4    |      |     |     |     |      |      | 12   |
| 14                                                  | Николай Ветров        |      |      |     | 6   | 8   |      |      | 12   |
| 15                                                  | Ирек Миннахметов      |      |      |     |     |     | 7    | 7    | 12   |
| 16                                                  | Михаил Малеев         |      |      |     |     |     | Сход | 8    | 4    |
| 17                                                  | Сергей Рябов          |      |      |     |     |     | Сход | НС   | 0    |
| Тест-пилоты, не получавшие очков в зачёт чемпионата |                       |      |      |     |     |     |      |      |      |
| -                                                   | Артём Холин           |      | 5    | 6   |     |     |      |      | -    |
| -                                                   | Иван Самарин          |      | Сход | 5   |     |     |      |      | -    |

## Ход сезона
На первый этап в Мячково прибыло 6 гонщиков, в их числе — действующий чемпион Российской Формулы-3 Дэвид Маркозов (последний сезон этой серии прошёл в 2008 году, так что Маркозова можно считать именно действующим чемпионом). Именно он и выиграл первую квалификацию серии. Вторым в квалификации был Сафронов, третьим — Терещенко. Сын и отец Сергей и Владимир Трофимовы замкнули протокол квалификации.
На первом этапе прошла всего одна гонка в субботу. Старт её выиграл Дэвид Маркозов, а Владимир Лункин ошибся уже на первом круге, застряв в гравий. Из-за этого инцидента на трассе появилась машина безопасности. Константин Терещенко, стартовав третьим, за два круга до финиша вышел в лидеры. Маркозов финишировал вторым, Сергей и Владимир Трофимовы финишировали с отставанием от лидера 24 и 44 секунды соответственно, Сафронов сошёл с дистанции из-за проблем с коробкой передач, проехав лишь три полных круга.
Квалификацию ко второму этапу выиграл Константин Терещенко, Сафронов и Лункин оказались чуть медленнее, Олег Квитка, заменивший Владимира Трофимова, квалифицировался четвёртым. Опытные пилоты Иван Самарин и Артём Холин принимают участие в гонке вне зачёта, поэтому стартуют с конца стартового поля. Юрий Байбородов, об участии которого в этапе первоначально было заявлено, не выступал.
На старте первой гонки Константин Терещенко сохранил лидирующую позицию, а за ним расположился прорвавшийся на старте Иван Самарин. Правда вскоре он предположил проблемы с двигателем на своём болиде и решил остановиться на обочине, хотя дальнейший осмотр серьёзных технических проблем не выявил. Сафронов начал преследование Терещенко, но обгона не произошло и двое лидеров так и закончили гонку. Позади шла ожесточённая борьба за подиум между Лункиным и преследовавшим его Квиткой. Сразу позади шёл Холин. Но борьба вскоре закончилась, так как судьи зафиксировали у Квитки фальстарт и приказали ему отбыть наказание в виде проезда через пит-лейн. Лункин финишировал третьим.
Во второй гонке на Moscow Raceway пилоты стартовали в том же порядке, что и финишировали в первой. Позади всех снова оказались тест-пилоты Самарин и Холин. Терещенко удалось сохранить лидирующую позицию после старта, а вот Сафронов пропустил Лункина вперёд, но ненадолго. В итоге к финишу Сафронов пришёл вторым. Владимир Лункин вновь финишировал третьим, а Олег Квитка, несмотря на несколько разворотов финишировал четвёртым.
Третий этап прошёл на трассе Смоленское кольцо в рамках заключительного этапа RRC. Помимо стандартных для этой серии шасси TATUUS FA010, были представлены два автомобиля Dallara — F395 Джона Симоняна и F398 Николая Ветрова (модели 1995 и 1998 года соответственно, ранее участвовавшие в российской Формуле-3). Планировалось, что гонщик класса «Туринг» RRC Александр Фролов выступит в гонке, но он решил сконцентрироваться на выступлении в «Туринге», а его заменил Дэвид Маркозов. Также в серию пришли Дмитрий Добровольский и Леонид Кокурин.
Константин Терещенко вновь выиграл квалификацию, Станислав Сафронов и Владимир Лункин показали 2-е и 3-е времена. Лучшая «Даллара» Джона Симоняна расположилась на 4-м месте, новички Добровольский и Кокурин оказались чуть медленней.
Перед стартом стартовавший предпоследним Николай Ветров на «Далларе» не смог вовремя отправиться на прогревочный круг так как заглох, поэтому ушёл в бой с последней позиции. Первая тройка ушла в гонку в том же порядке, что и квалифицировалась, а вот далее Добровольский (а спустя некоторое время и Маркозов) прошёл Симоняна. Маркозов и Лункин не смогли закончить гонку и сошли по техническим причинам. Терещенко уверенно лидировал от старта и до финиша, хотя Сафронов не отпускал его от себя слишком далеко. После схода Лункина началась борьба за третью позицию, которую в итоге выиграл Джон Симонян, Добровольский, Кокурин и Ветров финишировали вне подиума.
В воскресной гонке гонщикам впервые пришлось провести гонку под сильным дождём. Первые 6 из 12-ти кругов гонщики провели, следуя за машиной безопасности. Но даже в этом относительно спокойном режиме гонки не обошлось без трудностей. Симонян потерял управление над своей машиной и пропустил вперёд двух гонщиков. Позже Маркозов подал Симоняну сигнал, что тот может его обогнать, чтоб вернуть себе законную третью стартовую позицию, но Симонян вместе с Маркозовым решил заодно обогнать и Добровольского, который ему никаких сигналов не подавал. Был дан старт. Вновь на протяжении всей гонки Терещенко лидировал, а Сафронов пытался его догнать, но до обгона дело не дошло и гонщики закончили гонку в том же порядке, что и начали. За третье место боролись Лункин и Симонян, но именно Симонян пересёк финишную черту впереди. Однако, как уже говорилось выше, следуя за машиной безопасности, Симонян обогнал Добровольского, что правилами запрещено, поэтому гонщик был оштрафован добавлением 20 секунд к своему финишному результату и опустился на четвёртое место.
Заключительный этап сезона прошёл уже после завершения сезона RRC в Казани, где серия выступила вместе с «Кубком Лада Гранта». Число участников увеличилось до десяти. Выступавшие в 2012 году в Европе Роман Мавланов и Денис Корнеев в своей дебютной гонке показали два лучших времени в квалификации, Станислав Сафронов впервые смог опередить лидера чемпионата Константина Терещенко, гонщики показали соответственно третье и пятое места в квалификации. Причиной тому стал вылет Терещенко за пределы трассы в дождевой квалификации.
Субботняя гонка прошла также на сырой трассе. Гонка стартовала за машиной безопасности. Когда та покинула трассу, в бой ринулся Терещенко, отыгравший у новичка Бурмистрова позицию уже на стартовой прямой. В первом повороте не справился с управление Сафронов, вылетел в гравийную ловушку, но сумел вернуться на трассу, пропустив при этом вперёд всех соперников. Тяжёлые погодные условия помешали закончить гонку ещё нескольким пилотам: Квитка повредил машину, вылетев с трассы, а Малеев застрял в гравийной ловушке. Мавланов и Корнеев удачно стартовали и первую часть гонки следовали друг за другом, но затем лидер Мавланов ошибся, широко вышел из поворота и упустил лидерство. Догнать Корнеева до конца заезда ему так и не удалось, зато он подпустил к себе шедшего следом Терещенко. На последнем круге Константин попытался пройти Романа, но в итоге не только не отыграл позицию, но и пропустил вперёд Станислава Сафронова, которому удалось после своей ошибки в начале гонки вернуться в группу лидеров. Отыграть третье место Терещенко уже не успел. Пятым финишировал Станислав Бурмистров.
В воскресной тренировке свои автомобили повредили Корнеев и Терещенко, но их механики смогли починить технику к старту второго заезда. А вот сошедший в первой гонке Сергей Рябов не смог подготовить автомобиль к воскресенью и гонку пропустил. А она вновь началась в режиме машины безопасности. Но когда был дан старт, лучше всего с ситуацией вновь справился Терещенко, который сделал то, на что ему не хватило времени в предыдущий день — обогнал Сафронова и вышел на третье место. Позади произошло столкновение между Станиславом Бурмистровым и Владимиром Лукиным, в результате последний вернуться в гонку не смог, а Бурмистров откатился на самую последнюю позицию. Тем временем между четвёркой лидеров началось сражение за победу. Сафронов по внешней траектории смог пройти Терещенко и вернуть себе третью позицию. Борьба продолжалась до самого финиша, хотя ближе к концу Корнееву всё таки удалось обеспечить небольшой отрыв и именно он выиграл заключительную гонку сезона. Мавланов отстоял вторую позицию от атак Сафронова, Терещенко вновь финишировал четвёртым.